# Chéries-Chéris
 (janvier 2023).
Chéries-Chéris, festival du film lesbien, gay, bi, trans, queer et ++++ de Paris, anciennement Festival de films gays et lesbiens de Paris (FFGLP) est un festival international annuel, centré sur un cinéma traitant d'homosexualité masculine, de lesbianisme, de bisexualité et de transidentité. Depuis sa création en 1994, ce festival se déroule chaque année à Paris en octobre ou novembre.

## Histoire

### Origines

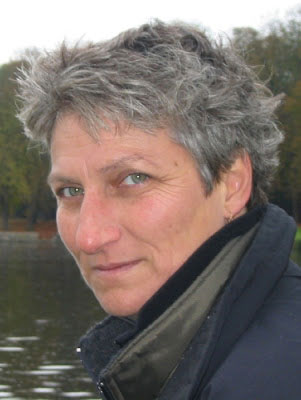
Nathalie Magnan

Le festival a été fondé en 1994, par Yann Beauvais, Philip Brooks, Élisabeth Lebovici et Nathalie Magnan.
Après Los Angeles (Outfest), Miami, New York (NewFest (en)) et San Francisco aux États-Unis, Berlin, Londres et Turin en Europe, Paris possède un lieu, un rendez-vous, où le public peut découvrir des productions cinématographiques gays et lesbiennes, originales et pour la plupart inédites.

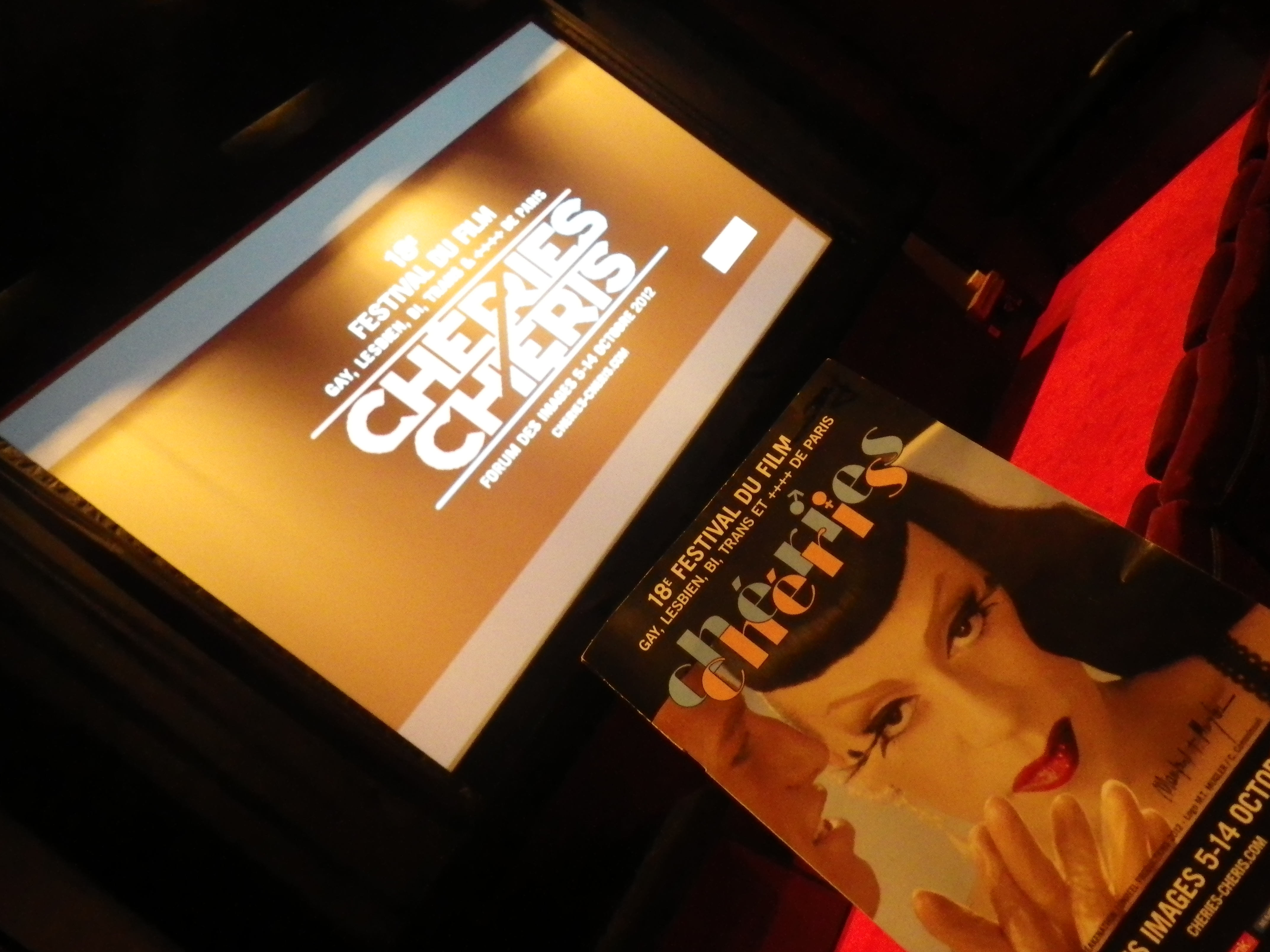
18e édition du festival

Accueilli en 1994 par l'American Center, le festival de films gays et lesbiens de Paris (FFGLP) répond au manque d'images et de représentations des minorités sexuelles dans le cinéma et les médias en France[réf. souhaitée]. Le festival propose également un lieu d'expression pour les artistes lesbiennes et gays dont les films ne trouvent que peu d'occasions de diffusion.
Après la fermeture de l'American Center et une édition au cinéma L'Entrepôt, le festival s'installe de 1998 à 2005 au Forum des images, situé à l'intérieur du Forum des Halles. Pour les éditions 2006, 2007 et 2008, en raison des travaux de réorganisation du Forum des images, le FFGLP se tient au cinéma parisien Le Grand Rex. Le Festival a eu lieu pour la dernière fois au Forum des Images à l'occasion de sa 19e édition (du 15 au 20 octobre 2013). Il est depuis hébergé par le cinémas MK2 Beaubourg, MK2 Bibliothèque et MK2 Quai de Seine.
Jusqu'en 2006, le FFGLP ne distribue pas de prix et n'a pas de palmarès.[réf. souhaitée]

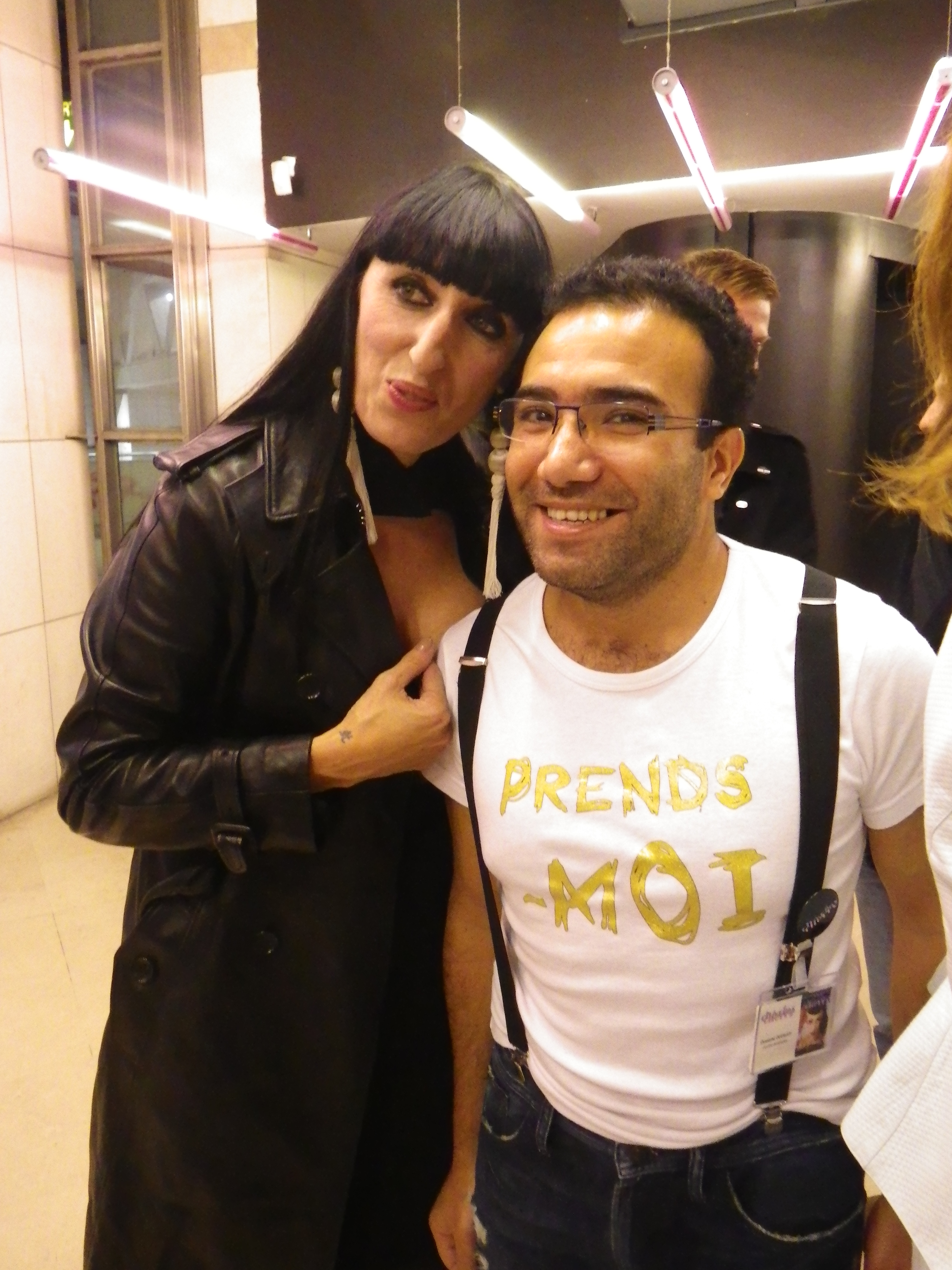
Rossy de Palma à la 18e édition du Festival Chéries-Chéris.

### Identité textuelle
En 2009, un nouveau nom est choisi pour le festival. Ce sera « Chéries-Chéris » en hommage à la célèbre expression « Chéri, chéri », souvent prononcée par la comédienne Alice Sapritch, immortalisée par le sketch Alice Sapritch, mon chéri-chéri de Thierry Le Luron en 1980 et plus tard par la chanson Slowez-moi d'Alice Sapritch en 1986.

## Sélections et palmarès

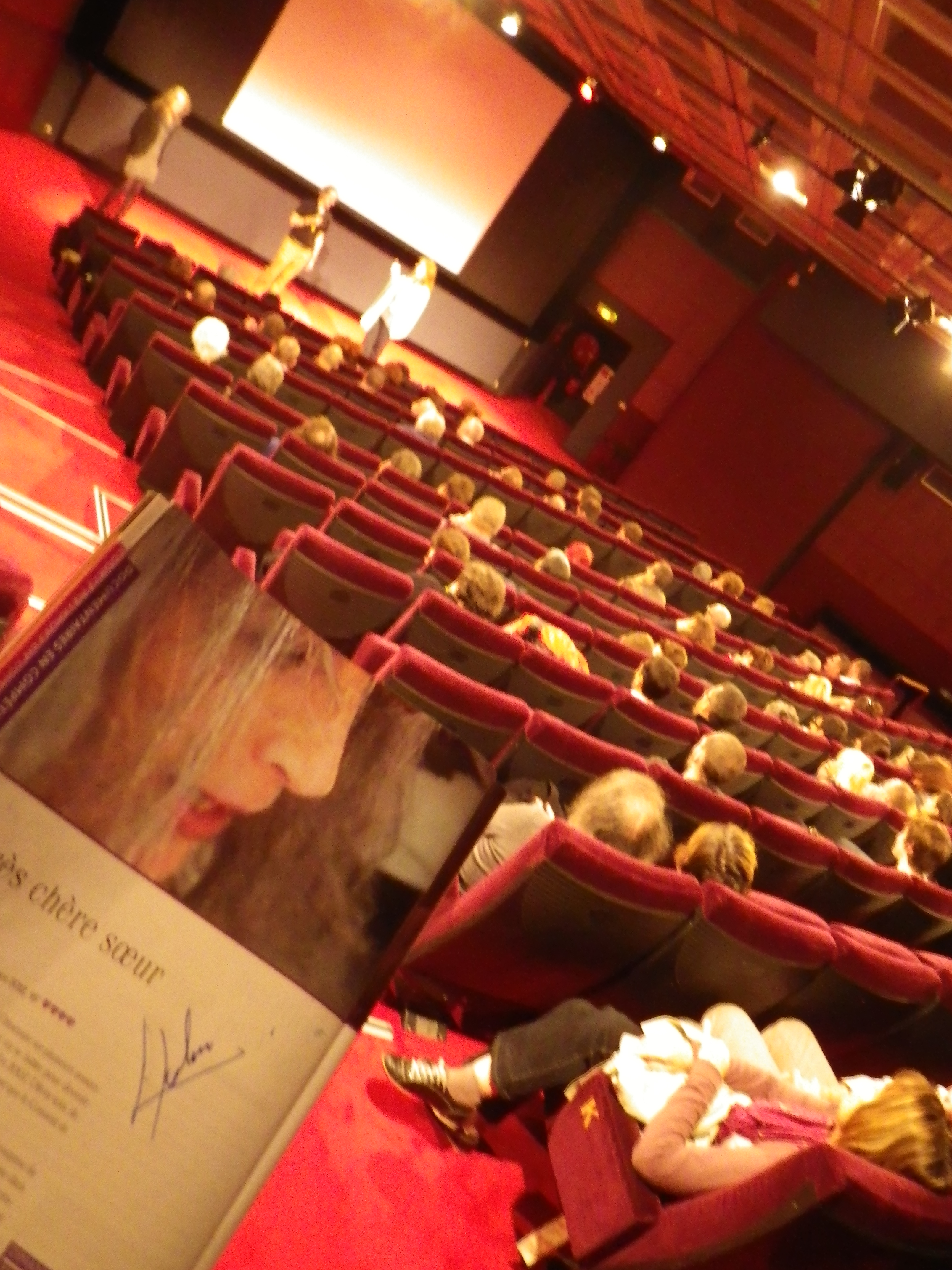
18e édition du festival.

### 2007, 2008 et 2009
| Année | Prix                                           | Attribué à                                   | Pays       |
| ----- | ---------------------------------------------- | -------------------------------------------- | ---------- |
| 2007  | Prix Canal+ du court métrage                   | Gero, Gerd und die Grossartige de Lisa Adler | Allemagne  |
| 2008  | Prix Canal+ du court métrage                   | The Saddest Boy in the World de Jamie Travis | Canada     |
| 2009  | Prix Chéries-Chéris - Pink TV du court métrage | Bi-Definition de Kai Salim                   | États-Unis |

### 16eédition, 12-21 novembre 2010
Le jury représenté par Bambi, Maria Beatty, Marie Labory, Sébastien Lifshitz et Manuel Blanc pour la compétition de films de long métrage, Jeanne Broyon et Clément Graminès pour la compétition des films documentaires et Nicolas Maille, Camille Robert et Manuel Blanc pour les courts métrages ont décerné les prix:
| Prix                                                 | Attribué à                                                      | Pays        |
| ---------------------------------------------------- | --------------------------------------------------------------- | ----------- |
| Grand prix                                           | Uncle David de Gary Reich, Mike Nicholls et David Hoyle         | Royaume-Uni |
| Prix d'interprétation                                | Ashley Ryder et David Hoyle (en) pour Uncle David               | Royaume-Uni |
| Grand prix Chéries-Chéris du film documentaire       | Ouganda, au nom de Dieu de Dominique Mesmin                     | France      |
| Prix Pink TV du film documentaire                    | Le gai tapant de Voto Barbé et Hélène Barbé avec Jean Le Bitoux | France      |
| Grand prix Chéries-Chéris - Pink TV du court métrage | Masala Mama de Michael Kam                                      | Singapour   |
| Mention spéciale (court métrage)                     | Kaden de Harriet Storm                                          | États-Unis  |

### 17eédition, 7-16 octobre 2011
Le jury représenté par Marie France, Blanca Li, Ursula Del Aguila, Xavier Leherpeur et Pascal Cervo pour la compétition de films de long métrage, Alessandro Avellis et Nicolas Maille pour la compétition des films documentaires et Catherine Corringer, Yann Gonzalez et Aurélien Douillard pour les courts métrages ont décerné les prix:
| Prix                                           | Attribué à                                                                  | Pays            |
| ---------------------------------------------- | --------------------------------------------------------------------------- | --------------- |
| Grand prix                                     | Romeos de Sabine Bernardi                                                   | Allemagne       |
| Prix du jury                                   | Sur le départ de Michaël Dacheux                                            | France          |
| Prix d'interprétation                          | Sarah Kazemy et Nikohl Boosheri pour En secret de Maryam Keshavarz          | États-Unis Iran |
| Grand prix Chéries-Chéris du film documentaire | House of Shame - Chantal All Night Long de Johanna Jackie Baier             | Allemagne       |
| Prix Pink TV du film documentaire              | homo@lv de Kaspars Goba                                                     | Lettonie        |
| Grand prix Chéries-Chéris du court métrage     | Le Genre qui doute de Julie Carlier                                         | Belgique        |
| Prix Pink TV du court métrage                  | Je ne veux pas rentrer seul (Eu Não Quero Voltar Sozinho) de Daniel Ribeiro | Brésil          |

### 18eédition, 5-14 octobre 2012
Le jury représenté par Rossy de Palma, Philippe Besson, Stéphanie Michelini, Catherine Corringer et Matthieu Charneau pour la compétition de films de long métrage, Laurence Rebouillon et Romain Charbon pour la compétition des films documentaires et Anne Crémieux, Antony Hickling et Tom de Pékin pour les courts métrages ont décerné les prix :
| Prix                                           | Attribué à                                                                | Pays                   |
| ---------------------------------------------- | ------------------------------------------------------------------------- | ---------------------- |
| Grand prix                                     | Une femme iranienne de Negar Azarbayjani                                  | Iran                   |
| Prix du jury                                   | Mia de Javier van de Couter                                               | Argentine              |
| Prix d'interprétation                          | Guillaume Gouix et Matila Malliarakis pour Hors les murs de David Lambert | Belgique Canada France |
| ex æquo                                        | Ohad Knoller pour Yossi de Eytan Fox                                      | Israël                 |
| Grand prix Chéries-Chéris du film documentaire | Les Invisibles de Sébastien Lifshitz                                      | France                 |
| Prix du jury du film documentaire              | Pêche mon petit poney de Thomas Riera                                     | France                 |
| ex æquo                                        | Orchids, My Intersex Adventure de Phoebe Hart                             | Australie              |
| Grand prix Chéries-Chéris du court métrage     | Footing de Damien Gault                                                   | France                 |
| Prix du jury du court métrage                  | Mascarade de Alexis Langlois                                              | France                 |
| Mention spéciale : Prix du très court métrage  | Pa de Sophie Laly                                                         | France                 |

### 19eédition, 15-20 octobre 2013
Source sur Yagg
| Prix                                           | Attribué à                                          | Pays                |
| ---------------------------------------------- | --------------------------------------------------- | ------------------- |
| Grand prix                                     | Noor de Guillaume Giovanetti et Cagla Zencirci      | France Pakistan     |
| Prix du jury                                   | Aime et fais ce que tu veux de Małgorzata Szumowska | Pologne             |
| Grand prix Chéries-Chéris du film documentaire | Vito de Jeffrey Schwarz                             | États-Unis          |
| Prix du jury du film documentaire              | Turning de Charles Atlas (en)                       | Danemark États-Unis |
| Grand prix Chéries-Chéris du court métrage     | Annalyn de Maria Eriksson                           | Suède               |
| Prix du jury du court métrage                  | Le Maillot de bain de Mathilde Bayle                | France              |
| Mention spéciale court métrage                 | Holy Thursday (The Last Supper) de Antony Hickling  | France              |

### 20eédition, 25 novembre-2 décembre 2014
Le jury représenté par Gaël Morel, Sony Chan, Ava Cahen et Arthur Dreyfus pour la compétition de films de long métrage, Agnès-Maritza Boulmer, Christophe Martet et Ana David pour la compétition des films documentaires et Mathilde Bayle, Damien Gault et Mathias Chaillot pour les courts métrages ont décerné les prix :
| Prix                                                                                            | Attribué à                                                           | Pays            |
| ----------------------------------------------------------------------------------------------- | -------------------------------------------------------------------- | --------------- |
| Grand prix                                                                                      | The Smell of Us de Larry Clark                                       | France          |
| Prix du jury                                                                                    | Je suis à toi de David Lambert                                       | Belgique Canada |
| Prix d'interprétation                                                                           | Eduardo Roy Jr.                                                      | Philippines     |
| Mention spéciale au prix d'interprétation à tous les comédiens du film                          | The Smell of Us de Larry Clark                                       | France          |
| Mention spéciale pour « l'engagement et le courage politique » attribuée par le délégué général | Stand de Jonathan Taïeb                                              | France          |
| Grand prix Chéries-Chéris du film documentaire                                                  | Rien n’oblige à répéter l’histoire de Stéphane Gérard                | France          |
| Prix du jury du film documentaire                                                               | Le Projet Sextoy + Sextoy Stories de Anastasia Mordin et Lidia Terki | France          |
| Grand prix Chéries-Chéris du court métrage                                                      | Le Retour de Yohann Kouam                                            | France          |
| Prix du jury du court métrage                                                                   | Juillet électrique de Rémi Bigot                                     | France          |

### 21eédition, 24 novembre-1erdécembre 2015
Le jury représenté par Catherine Corsini, Jul' Maroh, Olivia Chaumont et Ali Mahdavi pour la compétition de films de long métrage, Anastasia Mordin, Lidia Terki, Dana Karvelas et Christophe Auboin pour la compétition des films documentaires et Claire Burger, Samuel Theis et S.C.R.I.B.E.. pour les courts métrages ont décerné les prix :
| Prix                                           | Attribué à                                                 | Pays        |
| ---------------------------------------------- | ---------------------------------------------------------- | ----------- |
| Grand prix                                     | Avant l'aurore de Nathan Nicholovitch                      | France      |
| Double prix d'interprétation                   | Amira Casar pour The Last Summer Of The Rich de Peter Kern | Autriche    |
|                                                | David D'Ingéo pour Avant l'aurore de Nathan Nicholovitch   | France      |
| Grand prix Chéries-Chéris du film documentaire | Made in Bangkok de Flavio Florencio                        | Mexique     |
| Prix du jury du film documentaire              | La nuit s'achève de Cyril Leuthy                           | France      |
| Grand prix Chéries-Chéris du court métrage     | Il Machinino de Renato Muro                                | Italie      |
| Prix du jury du court métrage                  | Dániel de Dean Loxton                                      | Royaume-Uni |

### 22eédition, 15-22 novembre 2016
Le jury représenté par Mehdi Ben Attia, Pierre-Paul Puljiz et Christine Rougemont pour la compétition de films de long métrage, David Courtin, Bruce, Marie Kirschen et Adrien Naselli pour la compétition des films documentaires et Damien Aubel, Marie Amachoukeli et Chriss Lag . pour les courts métrages ont décerné les prix :
| Prix                                           | Attribué à                                           | Pays        |
| ---------------------------------------------- | ---------------------------------------------------- | ----------- |
| Grand prix                                     | L'Ornithologue de João Pedro Rodrigues               | Portugal    |
| Prix du jury                                   | Petite Amie (Barash) de Michal Vinik                 | Israël      |
| Prix d'interprétation                          | collectif pour Brothers of the Night de Patric Chiha | Autriche    |
| Grand prix Chéries-Chéris du film documentaire | Kiki de Sara Jordenö                                 | Suède       |
| Prix du jury du film documentaire              | Story of our lives de Jim Chuchu                     | Kenya       |
| Grand prix Chéries-Chéris du court métrage     | Mother Knows Best de Mikael Bundsen                  | Suède       |
| Prix du jury du court métrage                  | I'm Fine de Lucretia Knapp                           | Royaume-Uni |

### 23eédition, 14-21 novembre 2017
Le jury représenté par Pascale Deschamps, Sullivan Le Postec et Solange A. Musanganya pour la compétition des films fictions, Claire Duguet, Aurore Foursy et Michel Royer pour la compétition des films documentaires et Arthur Cahn, Ivan Mitifiot, Caroline Ronzon et Vikken pour les courts métrages ont décerné les prix :
| Prix                               | Attribué à                                                              | Pays                            |
| ---------------------------------- | ----------------------------------------------------------------------- | ------------------------------- |
| Grand-prix du film de long métrage | Call Me by Your Name de Luca Guadagnino                                 | Italie France Brésil États-Unis |
| Prix du jury                       | Heartstone, un été islandais de Guðmundur Arnar Guðmundsson             | Islande                         |
| Prix d'interprétation              | Emma Stone dans Battle of the sexes de Jonathan Dayton et Valerie Faris | États-Unis                      |
| Grand-prix du film documentaire    | Mr Gay Syria d' Ayse Toprak                                             | France Allemagne                |
| Prix du jury du film documentaire  | My Body My Rules d' Émilie Jouvet                                       | France                          |
| Grand-prix du court métrage        | Au bruit des clochettes de Chabname Zariab                              | France Tunisie                  |
| Prix du jury du court métrage      | Laissez-moi danser (Monday, Tuesday) de Valérie Leroy                   | France                          |

### 24eédition, 17-27 novembre 2018
Le jury représenté par Océan, Elisabeth Perez, Christa Theret et Camille Vidal-Naquet pour la compétition des films fictions, Anthony Bobeau, Anne Delabre, Yair Hochner et Pascal Petit pour la compétition des films documentaires et Jonas Ben Ahmed, Geoffrey Couët et Valérie Leroy pour les courts métrages ont décerné les prix :
| Prix                              | Attribué à                                                   | Pays                   |
| --------------------------------- | ------------------------------------------------------------ | ---------------------- |
| Grand Prix du film de fiction     | Les Moissonneurs de Etienne Kallos                           | Afrique du Sud         |
| Prix du jury fiction              | Hard Paint de Filipe Matzembacher et Marcio Reolon           | Brésil                 |
| Prix d'interprétation fiction     | Dominique Fishback et Tatum Marilyn Hall dans Night Comes On | États-Unis             |
| Mention spéciale fiction          | La Favorite de Yórgos Lánthimos                              | États-Unis Royaume-Uni |
| Grand Prix du film documentaire   | Bixa Travesty de Claudia Priscilla et Kiko Golfman           | Brésil                 |
| Prix du jury du film documentaire | Liam d'Isidore Bethel                                        | France États-Unis      |
| Grand Prix du court métrage       | Pré-drink de Marc-Antoine Lemire                             | Canada                 |
| Prix du jury du court métrage     | Que la nuit s’achève de Denoal Rouaud                        | France                 |

### 25eédition, 16-26 novembre 2019
Le jury représenté par Wendy Delorme, Olivier Ducastel, Rodolphe Marconi et Cécilia Rose pour la compétition des films fictions, Franck Finance-Madureira, Françoise Folliot, Valérie Miteux et Clémence Zamora Cruz pour la compétition des films documentaires et Marcelo Caetano, Lexie et Claudius Pan pour les courts métrages ont décerné les prix :
| Prix                              | Attribué à                                            | Pays         |
| --------------------------------- | ----------------------------------------------------- | ------------ |
| Grand Prix du film de fiction     | Brooklyn Secret de Isabel Sandoval                    | États-Unis   |
| Prix du jury fiction              | Fin de siècle de Lucio Castro                         | Argentine    |
| Prix d'interprétation fiction     | Gaston Re dans Le Colocataire de Marco Berger         | Argentine    |
| Grand Prix du film documentaire   | Indianara d'Aude Chevalier-Beaumel et Marcelo Barbosa | Brésil       |
| Prix du jury du film documentaire | Toutes les vies de Kojin de Diako Yazdani             | France       |
| Grand Prix du court métrage       | Les Derniers paradis de Sido Lansari                  | France Maroc |
| Prix du jury du court métrage     | Piss Off de Henry Baker et Athleticpisspig            | États-Unis   |

### 26eédition, 29 juin -6 juillet 2021
Cette édition remplace celle qui devait avoir lieu en novembre 2020, annulée en raison de la fermeture des salles de cinéma due au deuxième confinement lié à la pandémie de Covid-19.
Le jury, représenté par Antonia Buresi, Olivier Charneux, Franck Roulet et Romas Zabarauskas pour la compétition des films fictions, Rokhaya Diallo, Audrey Jean-Baptiste, Stéphane Riethauser et Alireza Shojaian pour la compétition des films documentaires, et Esther, Fabien Ara, Naëlle Dariya et Marie Rouge pour les courts métrages, a décerné les prix :
| Prix                              | Attribué à                                                   | Pays         |
| --------------------------------- | ------------------------------------------------------------ | ------------ |
| Grand Prix du film de fiction     | Vent chaud de Daniel Nolasco                                 | Brésil       |
| Prix du jury fiction              | Comets (en) de Tamar Shavgulidze                             | Géorgie      |
| Prix d'interprétation fiction     | Rosa Ramírez Ríos dans Les Sentiers de l'oubli de Nicol Ruiz | Chili        |
| Grand Prix du film documentaire   | Bienvenue en Tchétchénie de David France                     | États-Unis   |
| Prix du jury du film documentaire | Her Mothers d'Asia Dér et Sári Haragonics                    | Hongrie      |
| Grand Prix du court métrage       | Chrishna Ombwiri de Claire Doyon                             | France       |
| Prix du jury du court métrage     | God's daughter dances de Sungbin Byun                        | Corée du Sud |

### 27eédition, 20-30 novembre 2021

#### Compétition officielle (longs métrages)
| Film                              | Réalisation                    | Pays                |
| --------------------------------- | ------------------------------ | ------------------- |
| After Blue (Paradis sale)         | Bertrand Mandico               | France              |
| À nos enfants (Aos Nossos Filhos) | Maria de Medeiros              | Brésil              |
| Bruno Reidal                      | Vincent Le Port                | France              |
| Down in Paris                     | Antony Hickling                | France              |
| Enfant terrible                   | Oskar Roehler                  | Allemagne           |
| Great Freedom (Große Freiheit)    | Sebastian Meise                | Autriche, Allemagne |
| Madalena                          | Madiano Marcheti               | Brésil              |
| Piccolo corpo                     | Laura Samani                   | Italie              |
| Poppy Field (Câmp de maci)        | Eugen Jebeleanu                | Roumanie            |
| Seule la joie (Glück/Bliss)       | Henrika Kull                   | Allemagne           |
| Valentina                         | Cássio Pereira dos Santos      | Brésil              |
| Women Do Cry                      | Mina Mileva et Vesela Kazakova | Bulgarie, France    |

#### Panorama fictions
| Film                                                  | Réalisation       | Pays                 |
| ----------------------------------------------------- | ----------------- | -------------------- |
| À nos 15 ans (15 Years)                               | Yuval Hadadi      | Israël               |
| Beyto                                                 | Gitta Gsell       | Suisse               |
| Breaking Fast                                         | Mike Mosallam     | Etats-Unis           |
| Firebird                                              | Peeter Rebane     | Royaume-Uni, Estonie |
| Isaac                                                 | David Matamoros   | Espagne, Mexique     |
| La Mif                                                | Frédéric Baillif  | Belgique             |
| La Promesse d'un été (My First Summer)                | Katie Found       | Australie            |
| Leading Ladies                                        | Ruth Caudeli      | Colombie             |
| Le Nageur (The Swimmer)                               | Adam Kalderon     | Israël               |
| Les Battantes (Shtaim)                                | Astar Elkayam     | Israël               |
| Love, Spells and All That (Aşk, Büyü, vs.)            | Ümit Ünal         | Turquie              |
| Mascarpone (Maschile singolare)                       | Alessandro Guida  | Italie               |
| Mia & moi                                             | Borja de la Vega  | Espagne              |
| Moneyboys (Xúnzhǎo)                                   | C. B. Yi          | Taïwan               |
| Monsoon                                               | Hong Khaou        | Royaume-Uni          |
| My Darling (Jump, Darling)                            | Phillip Connell   | Canada               |
| Not Knowing (Bilmemek)                                | Leyla Yılmaz      | Turquie              |
| Nudo mixteco : Trois Destins de femmes (Nudo mixteco) | Ángeles Cruz      | Mexique              |
| Pourquoi pas toi (Hochwald)                           | Evi Romen         | Autriche, Belgique   |
| Straight Up                                           | James Sweeney     | Etats-Unis           |
| The Man with the Answers                              | Stelios Kammitsis | Grèce                |
| Tove                                                  | Zaida Bergroth    | Finlande             |

#### Jury et palmarès
Le jury, représenté par Marie Boudon, Romain Brau, Nadia Daam et Carlos Loureda pour la compétition fiction, Josza Anjembe, Anne-Claire Dolivet, Christian Sonderegger et Aleksandr M. Vinogradov pour la compétition documentaire, et Kats Cale, Roxanne Gaucherand, Edgard F. Grima et François Nambot pour la compétition des courts-métrages, a décerné les prix :
| Prix                              | Attribué à                                                          | Pays            |
| --------------------------------- | ------------------------------------------------------------------- | --------------- |
| Grand Prix du film de fiction     | Great Freedom de Sebastian Meise                                    | Autriche        |
| Prix du jury fiction              | Valentina (pt) de Cássio Pereira Dos Santos                         | Brésil          |
| Prix d'interprétation fiction     | Celeste Cescutti & Ondina Quadri dans Piccolo Corpo de Laura Samani | Italie          |
| Grand Prix du film documentaire   | Nos corps sont vos champs de bataille d'Isabelle Solas              | France          |
| Prix du jury du film documentaire | Silent Voice de Reka Valerik                                        | France Belgique |
| Grand Prix du court métrage       | The Night Train de Jerry Carlsson                                   | Suède           |
| Prix du jury du court métrage     | Les Démons de Dorothy d'Alexis Langlois Playtime de Simone Bozzelli | France Italie   |
| Prix spécial du court métrage     | Perchés de Guillaume Lillo                                          | France          |

### 28eédition, 19-29 novembre 2022
Le jury, représenté par Vicentia Aholoukpé, Hugo Bardin/Paloma, Dounia Sichov et Waldir Xavier pour la compétition fiction, Caroline Barbarit, Isidore Bethel, Laurence Lascary et Isabelle Solas pour la compétition documentaire, Manuel Billi, Marie Cogné, Dimitri Doré et Adèle Vienti-Crasson pour la compétition des courts-métrages, et Karim Bensalah, Cécile Coudriou, Deniz Inceoglu et Beatriz Rodovalho pour la compétition « Liberté Chéries » a décerné les prix :
| Prix                                     | Attribué à                                                                     | Pays                    |
| ---------------------------------------- | ------------------------------------------------------------------------------ | ----------------------- |
| Grand Prix du film de fiction            | Joyland de Saim Sadiq                                                          | Pakistan                |
| Prix du jury fiction                     | Le Bleu du caftan de Maryam Touzani                                            | Maroc                   |
| Prix d'interprétation fiction            | Kika Sena dans Paloma de Marcelo Gomes                                         | Brésil Portugal         |
| Grand Prix du film documentaire          | La Guerre de Miguel d'Eliane Raheb                                             | Liban Allemagne Espagne |
| Prix du jury du film documentaire        | Nun of your Business d'Ivana Marinić Kragić Vilain Garçon de François Zabaleta | Croatie France          |
| Grand Prix du court métrage              | Hideous de Yann Gonzalez                                                       | Royaume-Uni             |
| Prix du jury du court métrage            | L'Attente d'Alice Douard Regarde-Moi de Shuli Huang                            | France Chine            |
| Prix spécial du court métrage            | Les Créatures qui fondent au soleil de Diego Céspedes                          | Chili France            |
| Prix "Libertés Chéries"                  | Camila sortira ce soir d'Inés María Barrionuevo                                | Argentine               |
| Mentions spéciales du "Libertés Chéries" | Silent Love de Marek Kozakiewicz Un Varon de Fabián Hernández                  | Pologne Colombie        |

### 29eédition, 18-28 novembre 2023
Le jury a décerné les prix :
| Prix                                | Attribué à | Pays            |
| ----------------------------------- | --- | --------------- |
| Grand Prix du film de fiction       | The Summer with Carmen (To kalokéri tis Kármen) de Zacharías Mavroidís                                                                                        | Grèce           |
| Prix du jury fiction                | Toutes les couleurs du monde (All the Colours of the World are Between Black and White) de Babatunde Apalowo On the Go de Julia de Castro & Marìa Gisèle Royo | Nigeria Espagne |
| Prix d'interprétation fiction       | Teresa Sánchez dans Dos Estaciones de Juan Pablo González | Mexique         |
| Grand Prix du film documentaire     | Kokomo City de D. Smith | États-Unis      |
| Prix du jury du film documentaire   | Anhell69 (de) de Theo Montoya | Colombie        |
| Mention spéciale du documentaire    | Orlando, ma biographie politique de Paul B. Preciado | France          |
| Grand Prix du court métrage         | Héroïnes d'Astré Desrives | France          |
| Prix du jury du court métrage       | Corps Absents d'Antonius Ghosn | Liban           |
| Mentions spéciales du court métrage | 4801 Nuits de Laurence Michel Romy & Laure... happées par le trou spatio-temporel ! de Laure Giappiconi & Romy Alizée                                         | France          |
| Prix "Libertés Chéries"             | Transfariana de Joris Lachaise | France Colombie |

### 30eédition, 15-26 novembre 2024
Le jury a décerné les prix:
| Prix                                                            | Attribué à                                                     | Pays                                  |
| --------------------------------------------------------------- | -------------------------------------------------------------- | ------------------------------------- |
| Grand Prix du film de fiction                                   | Concerning My Daughter de Lee Mi-rang                          | Corée du Sud                          |
| Prix du jury fiction                                            | Crossing Istanbul de Levan Akin                                | Danemark France Géorgie Suède Turquie |
| Prix d'interprétation fiction                                   | Anasuya Sengupta dans The Shameless (en) de Konstantin Bojanov | Bulgarie France Suisse Inde           |
| Grand Prix du film documentaire                                 | Fragments d'un parcours amoureux de Chloé Barreau              | Italie                                |
| Prix du jury du film documentaire                               | Peaches Goes Bananas de Marie Losier                           | Belgique France                       |
| Grand Prix du court métrage                                     | Honeymoon d'Alkis Papastathopoulos                             |                                       |
| Prix du jury du court métrage                                   | Short Notice d'Athina Gendry Saigon Kiss de Hồng Anh Nguyen    |                                       |
| Mentions spéciales du court métrage                             | L'acteur Sohan Pague                                           |                                       |
| Prix "Libertés Chéries"                                         | Black As U R de Micheal Rice                                   | États-Unis                            |
| Prix de la Fédération française des festivals de films LGBTQIA+ | Lesvia de Tzeli Hadjidimitriou                                 | Grèce                                 |

## Organisation

### Présidence
| Année | Nom                                |
| ----- | ---------------------------------- |
| 1994  | Élisabeth Lebovici                 |
| 1996  | Philip Brooks                      |
| 2001  | Nathalie Magnan                    |
| 2002  | Philippe Reilhac                   |
| 2005  | Alain Burosse                      |
| 2008  | Pascale Ourbih                     |
| 2014  | Laurent Bocahut                    |
| 2015  | Cyril Legann                       |
| 2018  | Laurent Bocahut et Olivia Chaumont |

### Direction artistique et programmation
- Florence Fradelizi et David Dibilio de 1998 à 2006
- Rémi Lange en 2007
- Didier Roth-Bettoni en 2008 et 2009
- Hervé Joseph Lebrun de 2010 à 2012 et de 2014 à 2016
- Cyril Legann en 2013
- Matthieu Rosset en 2017
- Grégory Tilhac depuis 2018

## Polémiques

### Élection du président (2013)
En novembre 2013, l’élection de Laurent Bocahut à la présidence de l'association organisatrice est contestée par Pascale Ourbih, l'ancienne présidente.

### Accusations d'antisémitisme (2024)
En novembre 2024, Julia Layani, animatrice de podcasts et co-autrice de Coming Out, est au centre d'une controverse lors du festival. Des membres du jury, accusant Julia Layani d’être une « sioniste d’extrême droite », demandent aux organisateurs son exclusion du jury « court métrage » dont elle est membre.
Lors de la cérémonie de clôture, les organisateurs les laissent lire un texte portant sur les situations au Liban, à Gaza et en Iran, puis donnent la parole à Julia Layani. Celle-ci rejette l'accusation portée contre elle tout en regrettant le refus de mentionner le sort des otages israéliens dans la bande de Gaza.
L'incident suscite des réactions mitigées, ce qui provoque une suspension temporaire de la subvention du festival par la région Île-de-France, qui dénonce tout acte antisémite. Julia Layani, qui est soutenue par l'association Rainbow submarine qui organise le festival du film, affirme que ces événements reflétent une stigmatisation injuste et font montre d'un mélange de censure et de préjugés,,,,.